# Flugplatz Dekelia

i8
i11
i13
Der Flugplatz Dekelia (englisch Dekelia Airfield) ist ein britischer Militärflugplatz auf der Mittelmeerinsel Zypern.
Der Flugplatz liegt im souveränen Basisgebiet (Souvereign Base Area) Dekelia etwa 22 Kilometer östlich von Larnaka. Obwohl er eine 366 Meter lange Landebahn hat, ist er tatsächlich ein Hubschrauberstützpunkt für das Army Air Corps.